# Ruseștii Noi
Ruseștii Noi es una comuna y pueblo de la República de Moldavia ubicada en el distrito de Ialoveni.
En 2004 tiene 5379 habitantes, casi todos étnicamente moldavos-rumanos. De los 5379 habitantes, 5039 viven en el pueblo de Ruseștii Noi y 340 en la pedanía de Ruseștii Vechi.
Se conoce la existencia del lugar desde principios del siglo XV.
Se ubica en la periferia suroccidental de Chisináu, unos 10 km al oeste de Ialoveni y unos 10 km al norte de Hîncești.